# Polyommatus pseudocyllarus
Polyommatus pseudocyllarus är en fjärilsart som beskrevs av Ruggero Verity 1903. Polyommatus pseudocyllarus ingår i släktet Polyommatus och familjen juvelvingar. Inga underarter finns listade i Catalogue of Life.